# Colegios de doctrinos
Los colegios de doctrinos fueron una propuesta del siglo XVI que se basaba en la creación de unas instituciones que pudieran recoger y acoger a los niños y niñas huérfanos de la calle, con el fin de reeducarlos con la moral cristiana y que fueran útiles para la sociedad, evitando así que las calles estuvieran llenas de personas maleantes. El colegio de San Ildefonso de Madrid, antiguo colegio de doctrinos, fue el único que sobrevivió, aunque con transformaciones.
Se consideraba un modelo institucional independiente de las leyes de pobres.

## Fundadores

### El Original
Juan de Lequeitio (Lequetio) fue uno de los principales fundadores del primer Colegio de Doctrinas, documentado en Valladolid el 1542. Posteriormente,y finalmente, el de Logroño.
Fue un caballero seglar, hijo de un juez de Indias destinado a Cádiz y sobrino de Bernal Díaz de Luco, teólogo y jurista al servicio del cardenal Tavera. Es considerado uno de los más importantes eclesiásticos con un gran talento reformador, que gracias a su estrecha relación con un obispo, fundó un colegio a Logroño.
Lequeitio fue un aprendiz de Juan de Ávila y se conservan dos cartas dirigidas hacia él. Se llama que de allá saca lo influencia para su futura creación de las escuelas de doctrinas.
Gran influencia surge de las suyas correrías misionales por Andalucía, donde adquirió conocimientos apostólicos y catequéticos.

### Gregorio de Pesquera
Gregorio de Pesquera es conocido por su faceta más aventurera y sus amplios conocimientos en diferentes disciplinas (armas, mercadurías, religión...) Participó en varias creaciones de diferentes colegios de doctrinos pero en el de Burgos, destaca su figura, ya que fue director y rector del mismo. 
Del 1544 al 1545, su papel fue el de misionero junto a un grupo de dominicos desde Salamanca a Chiapas, a cargo de los aspectos materiales de la expedición de Bartolomé de las Casas. Se consideró la "Gran Expedición" que terminó con Pesquera fundando otro colegio en México. El primer colegio para mestizos, ilegítimos, huérfanos, abandonados y pobres que hubo en América, San Juan de Letrán, hacia 1547.
Después de México, volvió a España, convirtiéndose  en el administrador de los colegios de Madrid, donde recopilo varios textos que publicó en Valladolid, Doctrina Christiana y espejo del buen vivir (1544) defendía el manual de uso de los doctrinos.
Finalmente, volvió a México con una propuesta de reforma pero por diversas desavenencias que tuvo con maestros el centro, le fue recomendado no volver.

## Creación y expansión
La Ley Tavera tuvo una gran influencia en la creación de estas instituciones que se convirtieron en una necesidad durante el siglo XVI para combatir una preocupación social por controlar el pauperismo y la transmisión de la educación catedrática. Las ciudades que tomaron en cuenta esta ley e hicieron reformas fueron Zamora, Valladolid, Salamanca (1542), Toledo y Madrid (1540).Las ordenanzas de pobres de Zamora fueron consultadas y aprobadas por los teólogos de Salamanca y Juan de Robles hizo un resumen de estas en su tratado de defensa de las medidas reformistas. El plan consistía en prohibir la mendicidad, obligando a trabajar a todo el que pudiese, y asistir únicamente a los pobres verdaderos a través de una caja común creada con limosnas voluntarias. Las ordenanzas recogían que con las limosnas que sobrasen "los muchachos huérfanos y desamparados sean recogidos y doctrinados hasta que sean puestos cada uno en el oficio a que más se inclinare".A pesar de la influencia de las leyes de pobres, los colegios de doctrinos eran independientes de estas, ejemplo de ello es el colegio de doctrinos fundado en Ávila por Hernando Álvarez de Águila.
La creación de estos colegios potenció un movimiento de preocupación por la educación infantil en general.

## Memorial
Fue un escrito por los dos fundadores, Lequitio y Pesquera, que constaba de 19 capítulos. Se presentó al consejo de Castilla y finalmente, aprobado en 1553, reconociendo a los impulsores como promotores de estos colegios.
En este escrito también se manifiestan otras posturas referentes a la educación, más allá de los colegios e doctrinas. Los autores mencionan las responsabilidades que los ayuntamientos tienen en el campo educativo y la relación que tenían que tener con los colegios de doctrinas.

## Características del modelo reeducador

### Tareas
Principalmente, eran tareas que impartían la moral cristiana y separadas según chicos, aprendían a leer, escribir, contabilidad, gramática y otros conocimientos de tipo más académico, mientras que, las chicas aprendían a desarrollar faenas domésticas.

### Horario
La jornada empezaba a las 5 o 6 a. m., dependiendo de la época del año, y las primeras tareas a realizar eran orar, limpieza personal y del colegio, misa, desayuno y a las 11 a. m. acudían a la escuela.

### Personas destinatarias
El colectivo al que era dirigido eran niños y niñas huérfanas de la calle, aunque también recogían de hospitales, escuelas... En algunos casos, las familias más pobres también podían solicitarlo, demostrando un certificado de las condiciones económicas de la familia. Los niños y niñas pasaban un máximo de 3 a 4 años (de los 12 a los 15 aproximadamente) hasta que se consideraba que tenían la edad para ser colocados con un "amo".

## Problemas

### Disciplina
Las acciones de disciplina pedagógica, no siempre, se consideraban las más adecuadas, ya que se contaba con diferentes instrumentos de castigo y tortura para justificar los malos hábitos.

### Base económica
Tenían una fuente de recursos económicos muy débil y poco estable, de manera que muchas veces los mismos maestros y rectores ponían dinero de su bolsillo. Más adelante empezaron a crear estrategias como la demanda de limosnas publica y la asistencia a entierros.